# Kastelologie

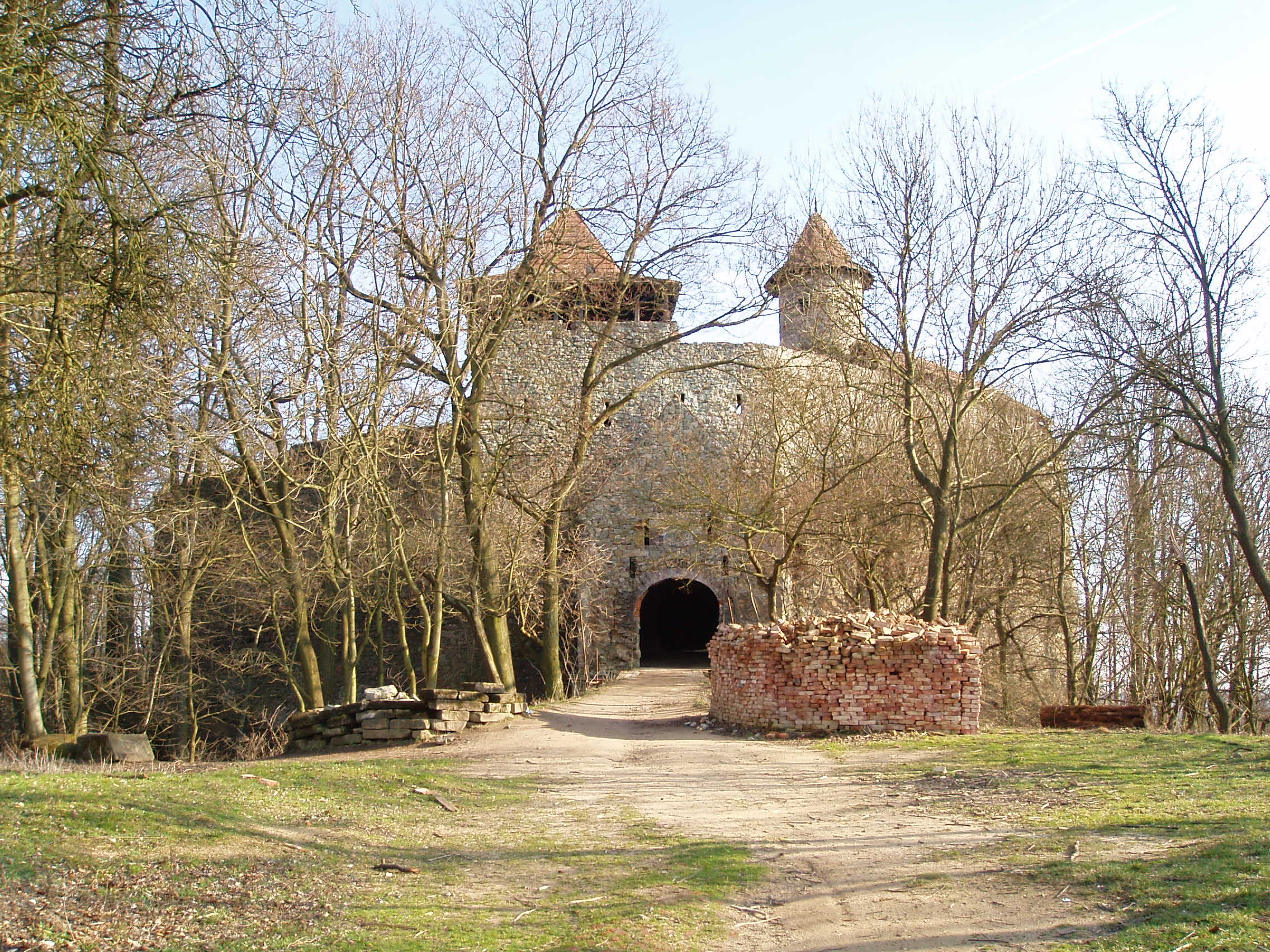
Nový hrad u Adamova

Kastelologie je věda zkoumající opevněná šlechtická sídla, zejména středověké hrady, tvrze, pevnosti, hradiště nebo komendy. Kombinuje poznatky několika disciplín, jako je archeologie, architektura či historie, a mezi kastelology mohou patřit i archiváři nebo památkáři. Z poznatků jednotlivých oborů se pak sestavuje ucelený obrázek o původu, vzhledu, využití a celé historii daného feudálního sídla.

## Vznik
Opevněná šlechtická sídla byla důležitými centry moci a pro své vlastníky plnila i další funkce, především obrannou (fortifikační), obytnou a reprezentativní či symbolickou. Středověké stavby byly předmětem zkoumání historiků a architektů již od svého vzniku a zachovalo se mnoho autentických písemných svědectví o jejich podobě, zejména v kronikách. Avšak teprve období intenzivnějších archeologických bádání a shromažďování poznatků, které začalo na našem území v době romantismu v první polovině 19. století, je spojováno se vznikem kastelologie jako samostatné vědní disciplíny. Jako základní zdroje informací kastelologům sloužily kroniky, vojenské mapy, dobový i současný katastr, plány objektů a lokalit, ale i středověké malby, obrazy, dopisy, pohlednice či pověsti. Prvními badateli, kteří souvisle sepsali své poznatky, však nebyli Češi, ale Rakušané a sudetští Němci (jmenovitě například Josef Hormayer a jeho osmidílná práce o moravských hradech a zámcích Die Burgvesten und Ritterschlösser der österreichischen Monarchie nebo Adolf F. Kunike).

## Česko

### Rané období
Až v druhé polovině devatenáctého století se do zkoumání šlechtických sídel na Moravě a v Čechách zapojují i české osobnosti (jako byl Řehoř Wolný s dílem Die Markgrafchaft Mähren nebo August Sedláček a jeho patnáct svazků sborníku Hrady, zámky a tvrze Království českého). V meziválečném období 20. století se studiu hradů a zámků opět věnovali sudetští Němci (Herbert Weinelt či Carl Vogt), tentokrát ale s úmyslem germanizovat původ těchto staveb a přičlenit jejich minulost k historii Německa. Jejich práce však byly nekvalitní, ideově zabarvené a plné chybných archeologických popisů a datování nalezených artefaktů. Z českých autorů této doby lze jmenovat například Josefa Blektu a Zdeňka Wirtha, archeologické výzkumy provedla i Libuše Jansová (Pražský hrad, Vyšehrad), Josef Švehla (Kozí hrádek) a manželé Menclovi (Švihov, Dražice).

### Poválečné období

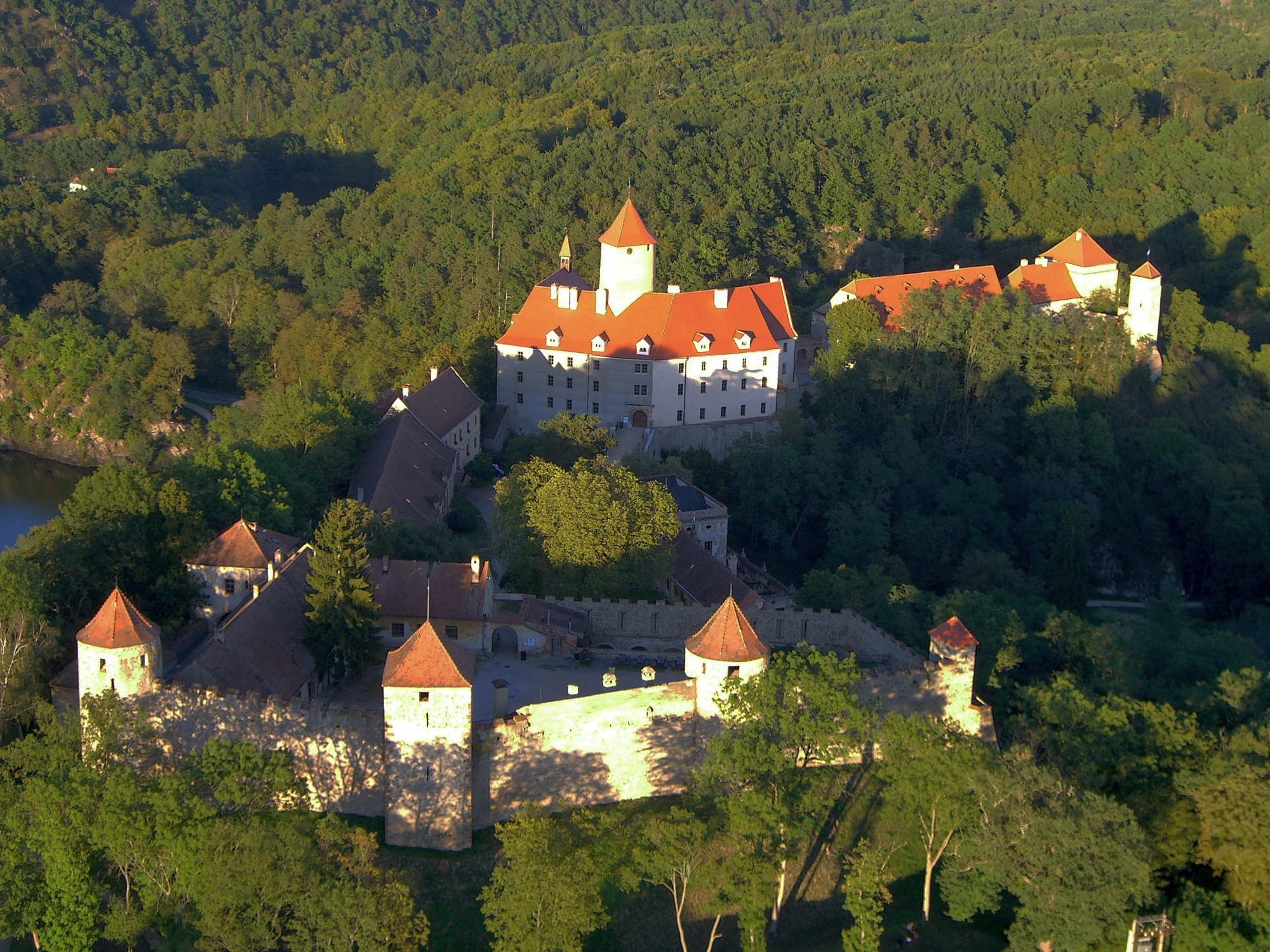
Hrad Veveří – letecký pohled

Česká archeologie prochází od padesátých let 20. století velkým rozvojem a pozornost kastelologů se upíná ke slovanským hradištím s cílem dokázat vyspělost hospodářství a kultury starého slovanského rodu. Publikace věnující se středověkým sídlům začaly být doplňovány o fotografie. Příkladem může být třeba Vasiljakova publikace Nad hrady a zámky, která obsahovala tehdy velmi neobvyklé letecké snímky Dobroslavy Menclové. Roku 1972 vydala Dobroslava Menclová dvojsvazkové dílo České hrady I a II, které se přiblížilo tehdejší západoevropské kastelologii (která byla komplexnější a nahlížela na zkoumané objekty v širších souvislostech) a ve kterém se snažila zařadit zkoumané stavby do celkového kontextu našich dějin. Od druhé poloviny padesátých let se kastelologové začali více orientovat na hrady a tvrze a v průběhu 20. století se bádání postupně rozšířilo na všechny objekty i historická období. I v těchto časech se však nezapomínalo na lidovou slovesnost, pověsti a kroniky, které leckdy kastelology nepřímo naváděly při výzkumech (za zmínku stojí například Eduard Petiška a jeho Čtení o hradech).

## Metody kastelologického výzkumu
Dokud byl výzkum spíše povrchní a publikovaná literatura částečně populárně-naučná, výzkumy se prováděly plošně a vztahovaly k velkým částem území. Takové postupy však nelze aplikovat vždy a navíc mohou přinášet zkreslené výsledky, což může vnést zmatky do navazujícího bádání. Proto je vhodné se věnovat omezeným, ale kvalitním a přesně dokumentovaným sondážím. Ty se mohou provádět pomocí archeogeofyzikálních metod, mezi které patří sledování regionálních i lokálních poruch geomagnetického pole (magnetometrie), sledování přirozené radioaktivity (radiometrie) či mikrogravimetrická měření (gravimetrie). Zajímavou metodou je letecká archeologie, u nás rozšířena od roku 1989, která je založena na leteckých fotografiích. Využívá porostových a vlhkostních příznaků a změn v barvě půdy či samotného porostu k lokalizaci geologických objektů pod srovnaným terénem. Jako její představitele lze uvést například Miroslava Bálka nebo Jaromíra Kovárníka.

## Představitelé české kastelologie

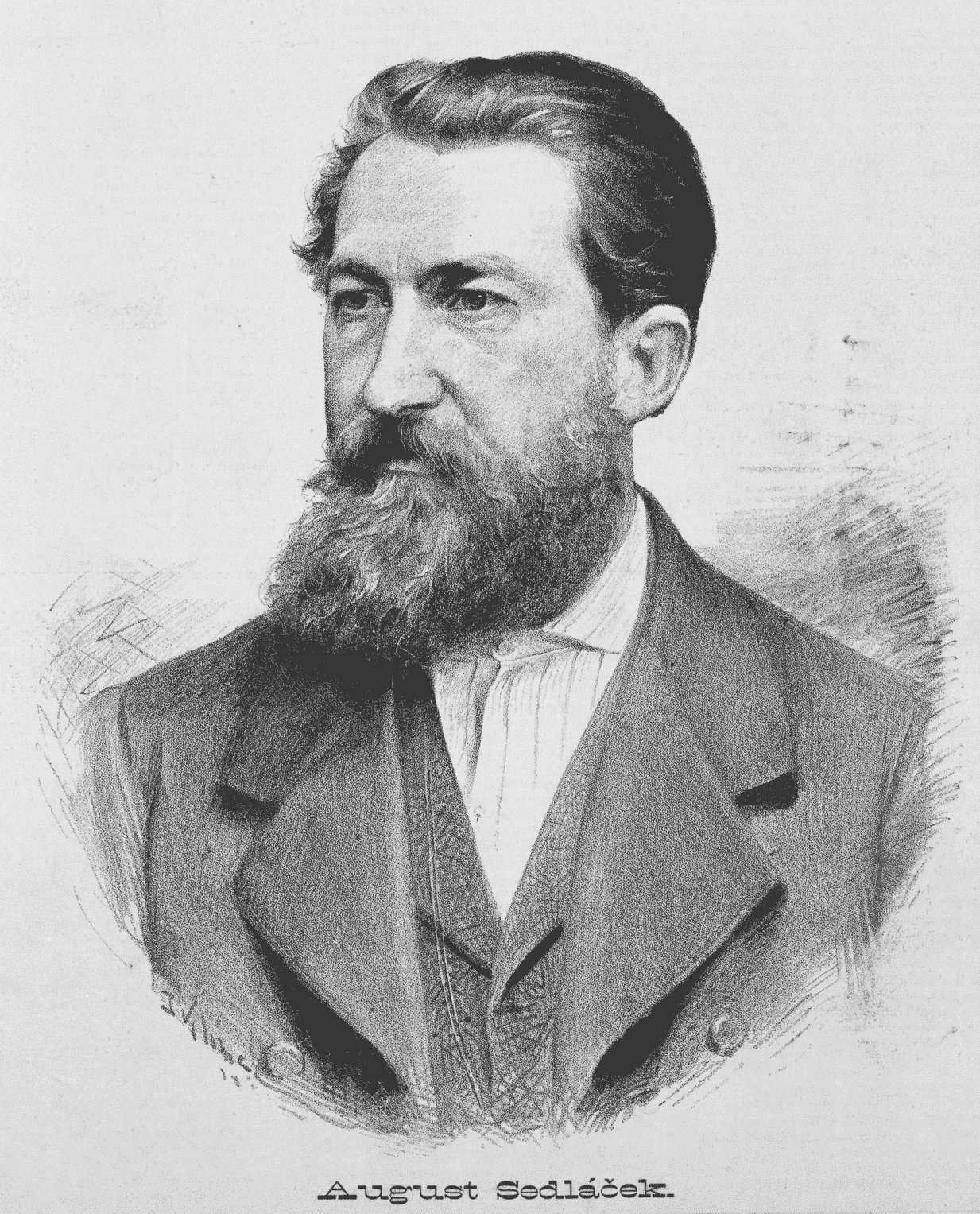
August Sedláček

- August Sedláček (1843–1926),[7] učitel, archivář, kastelolog
- Antonín Hejna (1920–1986), archeolog (výzkum hradu Vízmburk nebo tvrze Zrůbek u Zvírotic)
- František Musil (1939–2025), středoškolský a vysokoškolský učitel, historik, kastelolog
- Dobroslava Menclová (1904–1978), historička umění, architektka, archeoložka, poprvé řešila problém typologie českých hradů
- Tomáš Durdík (1951–2012), archeolog a kastelolog
- Miroslav Plaček (* 1943), archeolog a kastelolog
- Petr Chotěbor (* 1950), kastelolog
- Milan Sýkora (* 1975), archeolog a kastelolog